# Enclosure
Enclosure (engelsk: indhegning) er en betegnelse for udskillelse af landbrugsjord fra dyrkningsfællesskab til fordel for individuelt ejerskab og drift, hvilket som regel medførte indhegning af de nye driftsenheder. Deraf navnet enclosure. På dansk bruges ordet "udskiftningen" for denne proces.
Denne overgang fra dyrkningsfællesskab til enclosure fandt sted i årtierne omkring 1500 hovedsagelig for at skaffe bedre betingelser for fåreavl. Den berørte dog kun 3-4% af det samlede landbrugsareal på det tidspunkt. Som led i de følgende århundreders intensivering af landbrugsproduktionen, benævnt den agrare revolution, tog bevægelsen for alvor fart, og omkring 1800 var stort set al engelsk landbrugsjord omfattet af enclosure. 
På denne måde opstod det landskab, som i dag opfattes som typisk engelsk med spredte gårde med tilhørende marker omgivet af levende hegn.